# PKP-Baureihe SA101
Die Baureihe SA101 war eine Triebwagenbaureihe der Polnischen Staatsbahn (PKP) für den Regional- und Vorortverkehr auf nicht elektrifizierten Nebenstrecken. Die Fahrzeuge besaßen eine hydrodynamische Antriebsanlage.
Von der Serie wurden jeweils drei Triebwagen und drei Steuerwagen hergestellt. Sie bildeten jeweils als SA101/SA121 eine Einheit. Sie waren bis 2017 vorhanden und wurden dann ausgemustert und verschrottet.

## Geschichte
Um den Nebenbahnbetrieb mit lokbespannten Zügen zu beenden, plante die PKP die Beschaffung mehrerer leichter Triebwagenbaureihen. Eine davon war die Baureihe SA101/121, von der mehrere hundert Exemplare geplant waren, die auf die positiven Ergebnisse der PKP-Baureihe SN81 aufbauten. Durch niedrige Betriebskosten sollten Streckenstilllegungen vermieden werden. Zwischen 1990 und 1992 wurden jedoch nur drei Trieb- und drei Steuerwagen gebaut.
Durch die gewählten Baugruppen kam es in der Anfangszeit zu häufigen Ausfällen der Züge, die anfangs in der Nähe von Poznań, später auf anderen Nebenstrecken des Landes eingesetzt wurden. Die Einsatzstellen waren ab 1992 Chojnice, ab 1999 Gdynia und ab 2001 Pomorski Zakład. Der SA101/121-002 stieß dort 2010 an einem Bahnübergang mit einem Lastwagen zusammen. Die Schäden am Steuerwagen waren so groß, dass er verschrottet werden musste. 2016 wurden alle weiteren Fahrzeuge der Serie vom Planeinsatz zurückgezogen und ausgemustert.

## Technische Merkmale
Das zweiteilige Fahrzeug bestand aus einem fest miteinander verbundenen Motor- und Steuerwagen.
Alle Wagenkästen waren aus Stahlprofilen in Spantenbauart gefertigt und auf zwei Einachsdrehgestellen abgestützt. Zwischen den Einachslagern und dem Wagenrahmen wurden Schraubenfedern, für die Federung zwischen Achsen und Lagern Gummifedern verwendet. Nach den Führerstände folgten Einstiegsräume sowie der Fahrgastraum mit 96 Sitz- und 35 Stehplätzen. Beheizt wurde der Fahrgastraum mit dem Wasser des Motorkühlsystems, für die Beleuchtung wurden Leuchtstofflampen 24 V verwendet.
Der Wagen war ursprünglich mit einem Sechszylinder-Viertakt-Dieselmotor aus Landersproduktion mit 200 kW Leistung ausgestattet. Nachdem sich dieser Motor in der Praxis nicht sonderlich bewährte, wurde er gegen einen mit gleichen Dimensionen und Luftkühlung von KHD ausgetauscht. Der Motor gab seine Kraft unmittelbar an ein Strömungsgetriebe ab, das ursprünglich aus Landesproduktion war, aber nach mehreren Ausfällen gegen eines von Voith ausgetauscht wurde.